# Ursu
Ursu (rumunsky Lacul Ursu, - „Medvědí jezero“) je jezero v župě Mureș v Rumunsku. Je to největší heliotermické jezero na světě a jediné v Evropě. Nachází se v blízkosti města Sovata.

## Vlastnosti vody
Voda obsahuje velké množství soli a díky tomu ji Slunce může ohřát až na 70 °C. Léčí se v něm revma, gynekologické nemoci, zápal kloubů, kožní nemoci a nemoci periferického nervového systému.

## Historie
Vzniklo 27. května 1875 ucpáním krasové jámy.

## Využití
Na břehu se nacházejí hotely Danubius Health Spa Resort Sovata, Faget a Bradet skupiny Danubius Hotels Group.